# José Luis Borbolla
José Luis Borbolla (* 31. Januar 1920 in Mexiko-Stadt; † 11. Februar 2001 ebenda) war ein mexikanischer Fußballspieler, der zum Kader bei der WM 1950 gehörte. 
Obwohl während seiner Fußballkarriere weit herumgekommen, lebte er am Ende seines Lebens in der calle Ciprés der Colonia Santa María la Ribera und damit in unmittelbarer Umgebung zur calle de Pino, wo er seine ersten Erfahrungen als Fußballer sammelte.

## Biografie

### Verein
Der Spieler mit asturischen Familienwurzeln begann seine aktive Laufbahn beim mexikanischen Hauptstadtverein CF Asturias, wechselte aber bereits früh zu dessen Erzrivalen España. 1942 holte General Aguirre den talentierten Stürmer zum Club Marte. Die mit weiteren Topspielern aufgerüstete Mannschaft gewann die letzte Meisterschaft der Primera Fuerza (1942/43) vor Einführung des Profifußballs. Auch die erste Spielzeit in der neu kreierten Primera División stand Borbolla noch in Diensten des Club Marte, bevor er 1944 nach Spanien wechselte, wo er für Real Madrid, Deportivo La Coruña und Celta de Vigo spielte. 
1947 kehrte er nach Mexiko zurück, wo er zunächst für seinen Exverein Real Club España spielte. Anschließend wechselte er zum CD Veracruz und stand am Ende seiner aktiven Laufbahn beim Club América unter Vertrag. Nach dem Ende seiner Spielerkarriere trainierte er die Americanistas noch für eine Saison, bevor er sich als Textilfabrikant selbständig machte. 

### Nationalmannschaft
Zweimal kam er im Trikot seines Heimatlandes zum Einsatz, als Mexiko wenige Wochen vor der Fußball-Weltmeisterschaft 1950 zwei Testspiele gegen Spanien (1:3 und 0:0) absolvierte. Borbolla gehörte auch zum mexikanischen WM-Kader und kam dort vermutlich beim Spiel gegen die Schweiz (1:2) zum Einsatz.